# Sala Stampa
La Sala Stampa és el nom amb què es coneix la Sala de premsa de la Santa Seu, que publica les notícies oficials de les activitats del Papa i dels diversos departaments de la Cúria Romana. Comunica discursos, missatges i documents, així com les declaracions del seu director.
L'oficina de premsa treballa en italià, tot i que els textos en altres llengües també són disponibles. L'1 de febrer de 2016 s'incorporarà com a responsable d'aquesta oficina el periodista Greg Burke, en substitució de Federico Lombardi, que al seu torn va substituir a Joaquín Navarro-Valls.
El dissabte 27 de juny de 2015 el Papa Francesc, a través d'una carta feta motu proprio ("en la seva iniciativa pròpia") va establir la integració del Secretariat per Comunicacions de la Cúria Romana amb l'Oficina de Premsa.